# Diáspora azerbaiyana
Diáspora azerbaiyana - compatriotas, que se han emigrado de sus tierras histórico-étnicas de las causas público-políticas y social-económicas por fuerza o voluntariamente. Ellos viven en extranjero, guardan y desarrollan su filiación nacional-cultural, mantienen regularmente las relaciones con la patria histórica, y las personas, que consideran a mismos como azerbaiyanos desde el punto de vista de apego a la lengua, religión y a los valores morales y culturales. Incluso la República de Azerbaiyán en 70 países del mundo viven aproximadamente 50 millones azerbaiyanos. El 18 de diciembre de 2008 fue aprobada Carta de solidaridad de los azerbaiyanos del mundo. En el mundo viven aproximadamente 50 millones azerbaiyanos y sólo alrededor 10 millones habitan en Azerbaiyán. 

## Azerbaiyanosiraníes

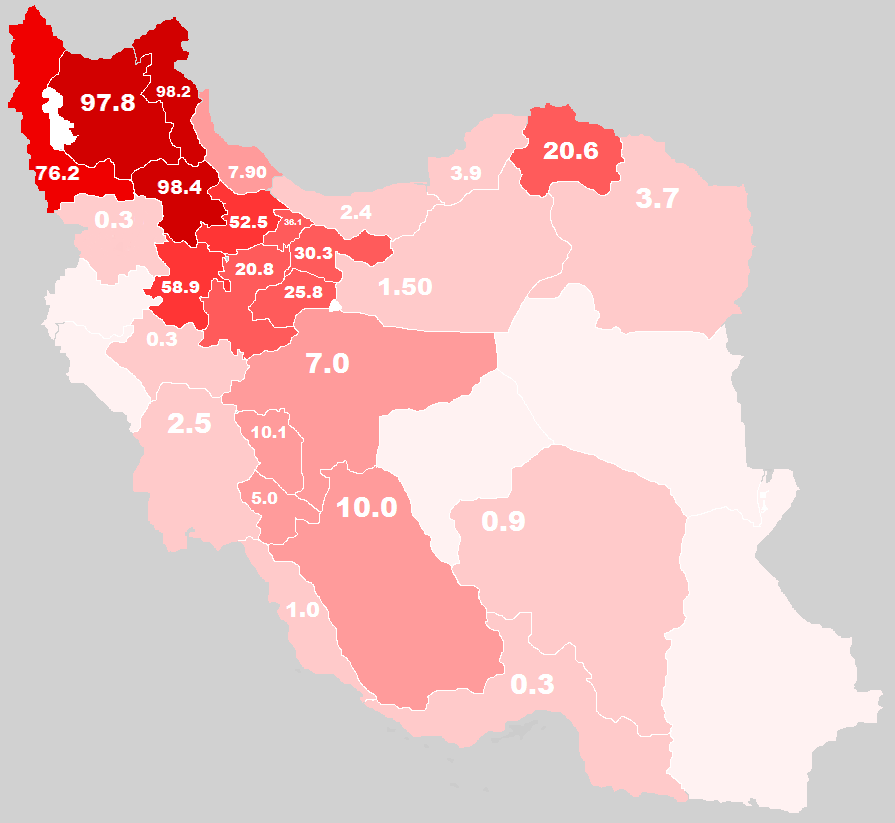
Mapa de las áreas de Íran, donde habitan azerbaiyanos (su proporción porcentual de la población local)

Los azerbaiyanos son el segundo grupo étnico más grande en Íran. También la población de azerbaiyanos más grande en el mundo vive en Irán. Los azerbaiyanos iraníes viven principalmente en los territorios de antigua Azerbaiyán iraní (Tabriz, Ardabil,  Urmía, Hamadán, Qom u otros).

## Azerbaiyanos en Rusia
Azerbaiyanos en Rusia son pueblo de Azerbaiyán en la Federación de Rusia, ciudadanos rusos o los residentes permanentes, que son representantes del pueblo azerbaiyano. Según el censo de la población en 2010 , en Rusia viven 603 070 ciudadanos. La mayoría vive en sureste de Daguestán. Actualmente, la población azerbaiyana vive casi en todas regiones de Rusia, pero según los datos, las comunidades más grandes de azerbaiyanos existen en Daguestán, Moscú, San Petersburgo, Tiumén, Rostov, Sarátov u otros. 

### Amor
La Organización azerbaiyano de la Juventud de Rusia (en ruso Amor - Azerbaydjanskaya Molodyojnaya Organizaciya Rossii) - es la organización pública de los jovenese azerbaiyanos en Rusia. La sede de la organización se encuentra en Moscú. Unos de los objetivos principales de la organización son el apoyo a las iniciativas sociales, creativos, educativos de los jóvenes azerbaiyanos, que viven en Rusia. Amor es una de las organizaciónes más activas, que funcionan fuera de Azerbaiyán.

## Azerbaiyanos turcos
Los azerbaiyanos turcos son los azerbaiyanos, que viven en Turquía. Según algunas fuentes, en Turquía hay alrededor de 800,000 habitantes azerbaiyanos, pero es muy difícil determinar el número exacto. En general, la población azerbaiyana en Turquía se considera bien integrada a la sociedad, que, principalmente,, debido a las afinidades culturales y lingüísticas entre azerbaiyanos y turcos. Sin embargo, las diferencias todavía permanecen en las áreas de la religión (los azerbaiyanos son principalmente chiitas , mientras que los turcos son en su mayoría musulmanes suníes) y el dialecto. En 2011, Sinan Oğan , un étnico azerbaiyano y un activista de la diáspora, recibió un lugar en el parlamento turco como candidato del Partido del Movimiento Nacionalista.
En 2004, fue establecida la Federación de las comunidades azerbaiyanos de Turquía.

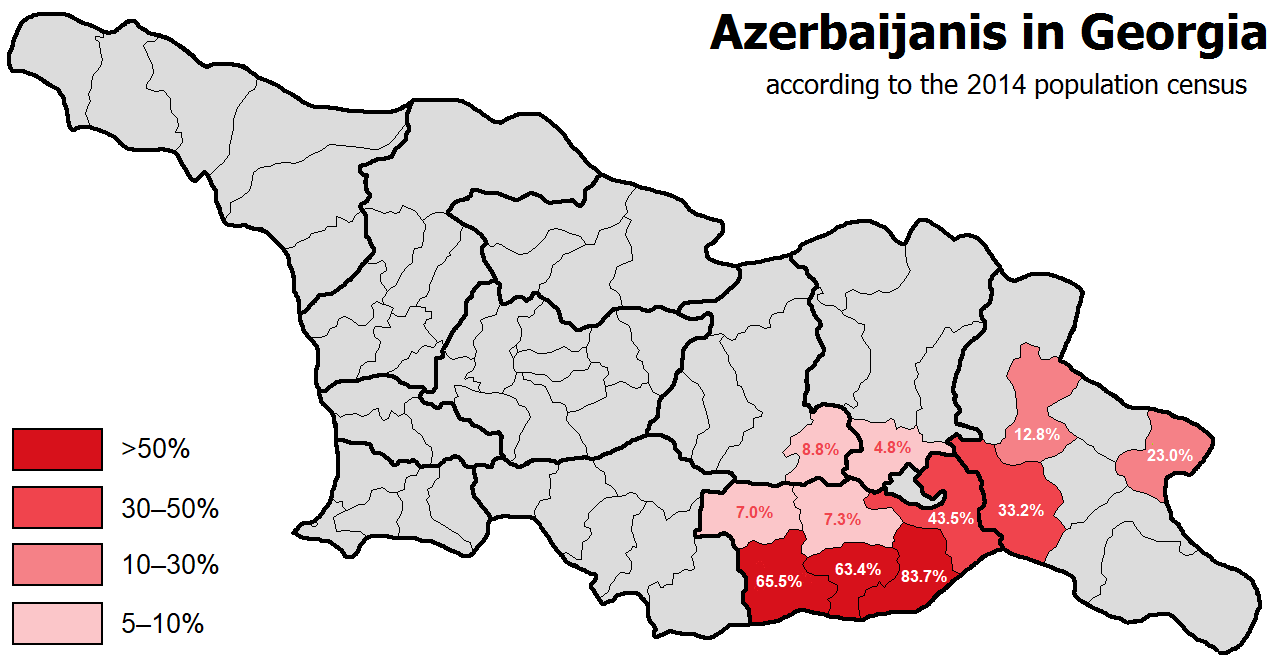
Los azerbaiyanos en Georgia (según los datos del censo de 2002)

## Azerbaiyanos georgianos
Los azerbaiyanos georgianos son la población azerbaiyana, que vive en Georgia. Según los datos del censo de 2002, en Georgia viven 284.761 habitantes de étnico azerbaiyano. Los azerbaiyanos constituyen el 6.5% de la población de Georgia y son la minoría étnica más grande del país. Aquí, azerbaiyanos habitan, principalmente, en áreas rurales como Kvemo Kartli, Kajetia, Shida Kartli,  Mtsjeta-Mtianeti u otros. La región más amplia de residencia de los azerbaiyanos es Borchali. También hay una comunidad histórica azerbaiyana en la ciudad capital de Georgía, Tbilisi (Tiflis) y comunidades más pequeñas en otras regiones del país.
En 2010, en Georgia, Marneuli se realizó el  primer congreso de los jóvenes azerbaiyanos de Georgia, durante de que fue establecido la Unión de los jóvenes azerbaiyanos de Georgia. Además, aquí existen más de 50 organizaciones no gubernamentales, que tienen relaciones con diáspora de Azerbaiyán.

## Azerbaiyanos en otros países
Los azerbaiyanos habitan en muchos países del mundo, entre los que se puede encontrar Kazajistán (aquí, los azerbaiyanos son la décima nación por el número de la población), Turkmenistán, Uzbekistán, Ucrania (según los datos del censo de 2001, 45 mil habitantes), Kirguistán (aquí también, los azerbaiyanos son la décima nación por el número de la población, según los datos del censo de 2009, los azerbaiyanois constituye 0,3 % de la población de la República), Alemania (aproximadamente 120—140 mil azerbaiyanos, 4 mil de los que son ciudadanos de Azerbaiyán), Canadá (según los datos del censo de 2006, 3 465), EE. UU. (según los datos del censo de 2000, 14 205 habitantes), Inglaterra (alrededor 6,220 habitantes), Francia u otros.

## Actividades
El 23 de febrero de 2014, con motivo del Aniversario de la tragedia de Jodyalí, la diáspora azerbaiyana en Suecia organizará una marcha en la plaza central de Estocolmo, que fue organizada por el Congreso de Azerbaiyanos en Suecia.
El 13 de octubre de 2016, en Ginebra se sostuvo el acto de conmemoración dedicado a las víctimas de la tragedia Jodyalí, que fue organizado con la conjunta colaboración de la ONU y Representación Permanente adjunto a otras organizaciones internacionales y Comunidad Europea de Azerbaiyán (TEAS) de la Representación de París.
En 2017 en una iniciativa tendiente a recuperar la cultura y la identidad nacional de los migrantes azerbaiyanos, el Defensor del Pueblo de Azerbaiyán se reunió con representantes de la diáspora azerbaiyana en Noruega y Praga y donó libros de texto de secundaria y publicaciones acerca de la historia y la literatura de Azerbaiyán.

### Unión de los azerbaiyanos del mundo
La unión de los azerbaiyanos del mundo ( en inglés Union of Azerbaijanis of the World)- es la unión internacional de las asociaciones, que se relacionan de diáspora azerbaiyana. La sede de la unión se encuentra en Milán, Italia. Unos de los objetivos principales son contribuir al fortalecimiento del poder estatal, garantizar un nivel adecuado de seguridad de azerbaiyanos, que viven en otros países, facilitar la prestación de asistencia de ayuda económica, científica, de información, de educación, cultural, fomentar la conciencia nacional de los azerbaiyanos del mundo, el aumento de la capacidad económica de los azerbaiyanos en el contexto de la globalización de las relaciones internacionales y la economía mundial, promover la consolidación del pueblo de Azerbaiyán con el fin de la defensa de la paz.

## Día de la solidaridad
Día de la solidaridad de los azerbaiyanos del mundo (el 31 de diciembre) - es la fiesta que celebrado ampliamente cada año, como un símbolo de la unidad espiritual de todos azerbaiyanos, que viven en y fuera de Azerbaiyán. Este día fue proclamado por primera vez el día dieciséis de diciembre de 1991, por Heydar Aliyev (Jefe del Maylis de la República Autónoma de Najicheván). En 1993, según el Decreto del Presidente el 31 de diciembre fue declarado como el Día de la solidaridad de los azerbaiyanos.  